# Roi Paez de Ribela
Roi Paez de Ribela (fl. XII-XIII secolo) è stato un cavaliere e poeta galiziano o portoghese, attivo nella metà del XIII secolo.
È autore di ventuno componimenti poetici: tredici cantigas de amor (dove viola i preconcetti dell'amor cortese rivolgendosi alla signora chiamandola con il suo vero nome, Dona Leonor) e otto sirventesi.